# Miguel Javid Hernández
Miguel Javid Hernández (* 20. März 1976 in Veracruz, Veracruz) ist ein ehemaliger mexikanischer Fußballspieler, der sowohl in der Abwehr als auch im defensiven Mittelfeld eingesetzt wurde.

## Laufbahn
Hernández begann seine Profikarriere 1994 bei seinem Heimatverein Tiburones Rojos Veracruz und wechselte 1997 zu Monarcas Morelia, mit denen er im Winterturnier 2000 die mexikanische Fußballmeisterschaft gewann.
Nach sieben Jahren in Morelia kehrte Hernández in seine Heimatstadt zurück, wo er bis zum Ende seiner aktiven Laufbahn im Sommer 2012 erneut bei den Tiburones Rojos unter Vertrag stand. Einen großen Teil dieser Zeit verbrachte er allerdings auf Leihbasis bei dessen Farmteam Tiburones Rojos Coatzacoalcos sowie anschließend bei den Albinegros de Orizaba.

## Erfolge
- Mexikanischer Meister: Invierno 2000